# Nick (Comic)
Nick ist eine von Hansrudi Wäscher 1958 für den Walter Lehning Verlag geschaffene Comic-Figur und eine gleichnamige Comicreihe. 

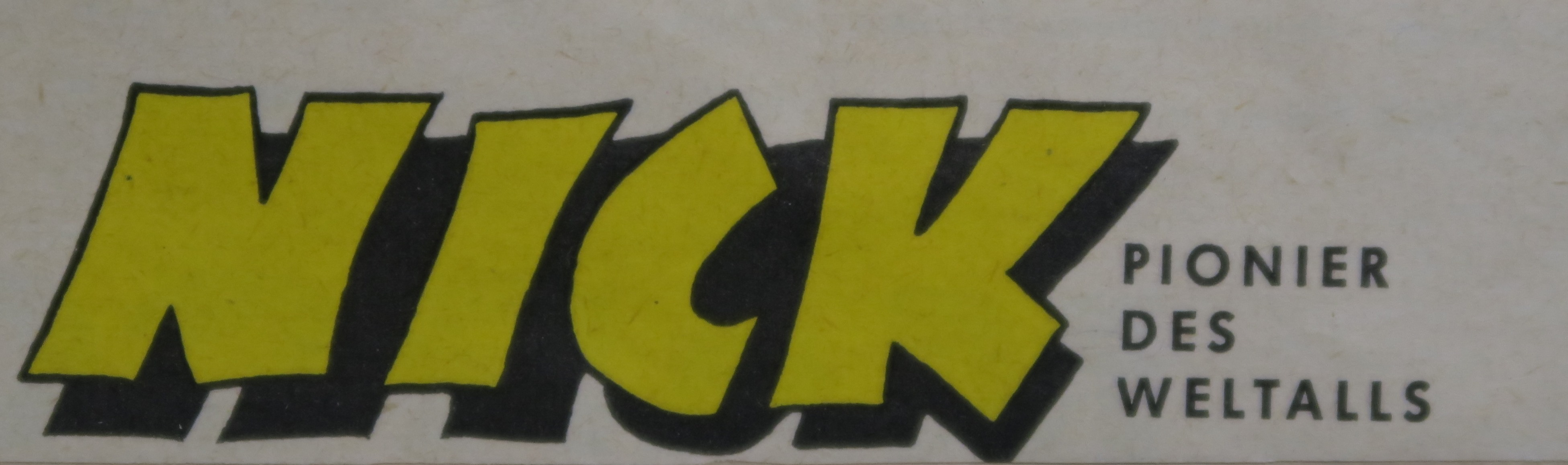
Logo der Serie

## Veröffentlichung
Die Science-Fiction-Serie erschien von Februar 1958 bis September 1960 zunächst in 139 Piccolos mit dem Titel Nick, der Weltraumfahrer. Von Januar 1959 bis Juli 1963 wurde eine weitere Reihe mit 121 Großbänden veröffentlicht, in der neue Fortsetzungsgeschichten unter dem Titel „Nick, Pionier des Weltalls“ erschienen. Abgeschlossene Geschichten in Einzelheften erschienen in den Serien Piccolo-Sonderband (Nrn. 29,32,33) und Bild Abenteuer (Nrn. 9,38,40,44) sowie in einem einzelnen Sonderband von 1966. Nach Neuauflagen bei Melzer (1976–1977) und CBC (1979) erschien Nick zwischen 1982 und 2007 im Norbert Hethke Verlag, der sowohl die alten Geschichten in verschiedenen Formaten (Faksimile-Nachdrucke, gebundene Buchausgaben etc.) nachdruckte als auch neue Geschichten veröffentlichte.

## Inhalt
Die Serie spielt, vom Termin der Erstveröffentlichung betrachtet, 50 Jahre in der Zukunft, also ab 2008.  Der Nachname Nicks wurde in den damaligen Geschichten selber nie erwähnt, in später veröffentlichten neuen Abenteuern aber mit ‚Steel‘ angegeben.

## Figuren
- Nick Steel
- Tom Brucks (Biologe)
- Bentley, alias Xutl (Marsianer, Cheftechniker)
- Professor Raskin (Erfinder)
- Jane Lee (Zoologin)

## Nick-Romane
Seit 2012 erscheint Nick auch als Romanausgabe im Verlag Peter Hopf. Die werkgetreuen Adaptionen nach Vorlage der Comics werden von dem Kölner Autor Achim Mehnert und, nach dessen Tod, von Thomas Newton (alias Knip) und Fred Hartmann verfasst. Bisher erschienen 17 Romane.

## Adaptionen
In Stargate finden sich 17 Parallelen zu Nick. Diese Parallelen werden detailliert dokumentiert in dem Buch „Science Fiction Pop Art“, eine Dokumentation zur Comics-Serie Nick, der Weltraumfahrer – Autor: Kai Stellmann. Stellmann geht davon aus, dass das Drehbuch für Stargate maßgeblich von Wäschers Geschichten für die Serie Nick beeinflusst wurde.

## Reise der Zeichnungen in den Weltraum 1993
Bei der D-2 Mission im Jahre 1993 nahm der deutsche Astronaut Ulrich Walter drei Nick-Zeichnungen von Hansrudi Wäscher mit in den Weltraum. Die NASA bestätigte die Anwesenheit dieser Zeichnungen an Bord der Columbia mit einem Echtheitszertifikat.